# Linnæa (art)
Linnæa (Linnaea borealis) eller nordisk linnæa er en krybende dværgbusk, der i Danmark vokser i nåletræsplantager. Blomsterne dufter fint – især i skumringen. Det er en udbredt opfattelse, at Linné opkaldte planten efter sig selv. I virkeligheden var det den nederlandske botaniker Jan Frederik Gronovius, der gav den navnet til Linnés ære.

## Beskrivelse
Linnæa er en dværgbusk med en krybende vækst. Skuddene kan blive meterlange, sådan at én plante dækker et stort område som et tæppe. Knopperne sidder modsat og er skjult i bladhjørnerne. Bladene er kortstilkede og runde til ovale med groft, rundtakket rand. Oversiden er rynket, men blank og mørkegrøn, mens undersiden er lysegrøn.
Blomstringen sker i juli, og blomsterne sidder på særlige, blomsterbærende skud fra bladhjørnerne. Skuddet spaltes ved toppen, sådan at det bærer to endestillede blomster. De er tragtformede og hængende med hvidrosa yderside og gul- eller rødspættet inderside. Frugterne er nødder, der er indesluttet i klæbrige højblade.
Rodnettet er spinkelt og består af trævlerødder, som dannes alle steder, hvor grenene har jordkontakt.
Højde x bredde og årlig tilvækst: 0,10 x 0,20 m (10 x 20 cm/år). Bemærk, at disse tal kun gælder den unge, etårige plante. Ved hjælp af udløberne bliver den med tiden adskilligt bredere.

## Voksested
Arten er nøje knyttet til nåleskove med mosbund (se Taiga). Til gengæld er den cirkumpolar, når man ser på den geografiske udbredelse. I Danmark fandtes den ikke, før nåletræsplantagerne blev gamle nok. Nu findes den sjældent i plantager i både Jylland, på Sjælland og Bornholm.
I litauiske skove med skovfyr som dominerende eller meddominerende art findes Linnæa sammen med bl.a.: alm. engelsød, guldblomme, cypresulvefod, enblomstret vintergrøn, flad ulvefod, grenet edderkopurt, hjertebladet fliglæbe og rød skovlilje..
| Portal | Portal:Botanik |

## Note
1. ↑  www.pro-natura.net: Leif Andersson, Rimvydas Kriukelis: Pilot Woodland Key Habitat Inventory in Lithuania (engelsk)